# 386. strelska divizija (ZSSR)
386. strelska divizija (izvirno rusko 386. стрелковая дивизия; kratica 386. SD) je bila strelska divizija Rdeče armade v času druge svetovne vojne.

## Zgodovina
Divizija je bila ustanovljena septembra 1941 in uničena maja 1942 med bitko za Sevastopol. Pozneje so jo ponovno ustanovili.